# Terme (Turchia)
Terme è il capoluogo del distretto di Terme, nella provincia di Samsun, in Turchia. È stata identificata come sito della antica città di Themiscyra.